# Hemmschwellentheorie
Die Hemmschwellentheorie ist eine strafrechtliche Theorie zur Abgrenzung von bedingt vorsätzlicher Tötung und Körperverletzung mit Todesfolge. Sie stellt auf die subjektive Tätervorstellung zur Tatzeit ab und beruht auf dem Gedanken, dass der Täter bei Tötungsdelikten eine besondere Hemmschwelle, die Tötungshemmschwelle, überwinden müsse. Die Tätervorstellung wird dabei aus den objektiven Tatumständen gefolgert.
Soll der Täter wegen vorsätzlicher Tötung bestraft werden, muss er zumindest mit Eventualvorsatz gehandelt haben. Kommt das Gericht aufgrund der objektiven Gefährlichkeit der Handlung zu dem Schluss, dass der Täter den Todeserfolg für möglich gehalten haben muss, wäre die Annahme denkbar, dass er sich mit dem Tod des Opfers abgefunden hat, wenn er die Tat trotz der von ihm als Möglichkeit erkannten Todesfolge ausführt. Damit wäre ein Eventualvorsatz gegeben. Vertraut der Täter hingegen ernsthaft auf das Ausbleiben des Erfolgs, so handelt er lediglich bewusst fahrlässig.
Bei Tötungsdelikten ging die höchstrichterliche Rechtsprechung lange davon aus, dass dieser Schluss von der Gefährlichkeit der Handlung auf das „Sich-Abfinden“ bzw. die Inkaufnahme des Todes nicht ohne Weiteres möglich sei. Das Leben eines Menschen sei ein derart wertvolles Rechtsgut, dass ein Täter eine höhere, innere Hemmschwelle überwinden müsse, um ein Leben zu vernichten. Deshalb sei das Vorliegen eines Tötungsvorsatzes nach einer Gesamtschau aller objektiven Tatumstände genauestens zu beurteilen. Der Richter habe sich bei der Aussage- und Beweiswürdigung gem. § 261 StPO immer die Möglichkeit vor Augen zu halten, der Täter könnte die Todesgefahr verkannt oder wenigstens auf ein Ausbleiben des als möglich erkannten Todes vertraut haben. Die Hemmschwellentheorie will einen schematischen Schluss von der objektiven Gefährlichkeit einer äußeren Handlung auf das innere Willenselement verhindern.
In neuester Zeit rückt die deutsche Rechtsprechung zunehmend von der Hemmschwellentheorie ab und verwendet zur Bestimmung des bedingten Vorsatzes stattdessen das Modell des „Fehlens vorsatzkritischer Faktoren“.